# Il nunzio del bene venturo
Il nunzio del bene venturo (The Herald of Coming Good: First Appeal to Contemporary Humanity) è un'opera del mistico e filosofo russo-georgiano Georges Ivanovič Gurdjieff, scritta negli anni successivi al suo insegnamento. Gurdjieff, noto per la sua filosofia e il suo sistema di insegnamento spirituale, scrisse diversi testi nel corso della sua vita. Il Nunzio del Bene Venturo è un'opera che si inserisce nel contesto delle sue riflessioni filosofiche e spirituali, ma è meno conosciuta rispetto ad altre sue opere.
Il Nunzio del Bene Venturo è un'opera che riflette l'approccio mistico e profetico di Gurdjieff, unendo elementi esoterici, simbolici e filosofici per esprimere il suo insegnamento sull'evoluzione spirituale. Come altre opere di Gurdjieff, il libro invita alla riflessione profonda e alla ricerca interiore, sollevando domande sul futuro dell'umanità e sul potenziale nascosto di ciascun individuo.
Si tratta dell'unica opera che è stata pubblicata con l'autore in vita ma da egli stesso, senza spiegarne la ragione, ritirata dal commercio dopo la sua pubblicaizone.

## Storia editoriale
Il Nunzio del Bene Venturo fu scritto durante il periodo in cui Gurdjieff stava consolidando il suo insegnamento in Europa e in altre parti del mondo. La pubblicazione postuma del libro è avvenuta grazie all’opera dei suoi discepoli e all'attenzione che la sua figura ha ricevuto nei decenni successivi alla sua morte. Pur non essendo una delle sue opere più note, è comunque studiata da coloro che cercano di approfondire l’approccio mistico di Gurdjieff, in particolare il suo insegnamento sulla ricerca interiore e la consapevolezza superiore.

## Contenuto
Il libro, che si riflette come un'opera allegorica e mistica, cerca di trasmettere le idee di Gurdjieff sull'evoluzione dell'uomo, l'importanza del risveglio della coscienza e la ricerca di una verità superiore. La narrazione ruota attorno a figure simboliche e scenari che, sebbene in parte complessi e criptici, esprimono concetti profondi riguardo al destino dell'umanità. In questo contesto, il "Nunzio del Bene Venturo" è un messaggero simbolico che annuncia l'arrivo di una nuova era di consapevolezza e trasformazione interiore, in grado di cambiare l'umanità.

## Temi principali
- Risveglio e auto-consapevolezza: Un tema ricorrente nelle opere di Gurdjieff, dove l'autoconsapevolezza è vista come la chiave per il risveglio spirituale e l'evoluzione del sé.
- Esoterismo e tradizione antica: L'opera è permeata da riferimenti a tradizioni antiche e insegnamenti esoterici, che Gurdjieff sosteneva fossero la chiave per comprendere il mistero della vita e dell'universo.
- Rinnovamento e cambiamento: La figura del Nunzio simboleggia il messaggio di rinnovamento e trasformazione, un tema che Gurdjieff esplorava in relazione alla necessità di un cambiamento profondo nell'individuo e nella società.

## Impatto e influenza
Pur essendo meno conosciuto rispetto ad altre opere di Gurdjieff, Il Nunzio del Bene Venturo ha avuto un impatto significativo sugli studenti del suo pensiero e sulla comunità di ricercatori spirituali. I suoi concetti di evoluzione interiore, risveglio e il messaggio di speranza per un mondo migliore continuano a influenzare diversi movimenti spirituali contemporanei.

## Edizioni
- (EN) Georges Ivanovitch Gurdjieff, The Herald of Coming Good: First Appeal to Contemporary Humanity, S. Weiser, 1974, ISBN 0-87728-049-5, OCLC 317688869.
- Il nunzio del bene venturo. Primo appello all'umanità contempo, traduzione di Maria Chiarappa, Castelvecchi, 2021, ISBN 978-8832828085.